# Jordan Pierre-Charles
Jordan Pierre-Charles (Levallois-Perret, 26 novembre 1993) è un calciatore francese, della Martinica, difensore del Plérin e della nazionale martinicana.

## Carriera

### Club
Ha giocato tra la seconda divisione e la quinta divisione francese.

### Nazionale
Il 26 marzo 2022 ha esordito con la nazionale martinicana giocando l'amichevole vinta per 4-3 contro la Guadalupa.

## Statistiche

### Presenze e reti nei club
Statistiche aggiornate al 6 giugno 2022.
| Stagione               | Squadra                | Campionato             | Campionato | Campionato | Coppe nazionali | Coppe nazionali | Coppe nazionali | Coppe continentali | Coppe continentali | Coppe continentali | Altre coppe | Altre coppe | Altre coppe | Totale | Totale |
| Stagione               | Squadra                | Comp                   | Pres       | Reti       | Comp            | Pres            | Reti            | Comp               | Pres               | Reti               | Comp        | Pres        | Reti        | Pres   | Reti   |
| ---------------------- | ---------------------- | ---------------------- | ---------- | ---------- | --------------- | --------------- | --------------- | ------------------ | ------------------ | ------------------ | ----------- | ----------- | ----------- | ------ | ------ |
| 2012-2013              | Amiens                 | N                      | 16         | 1          | CF+CdL          | 0               | 0               |                    | -                  | -                  |             | -           | -           | 16     | 1      |
| 2013-2014              | Amiens                 | N                      | 10         | 0          | CF+CdL          | 0+2             | 0               |                    | -                  | -                  |             | -           | -           | 12     | 0      |
| Totale Amiens          | Totale Amiens          | Totale Amiens          | 26         | 1          |                 | 2               | 0               |                    | -                  | -                  |             | -           | -           | 28     | 1      |
| 2014-2015              | Colmar                 | N                      | 19         | 0          | CF              | 0               | 0               |                    | -                  | -                  |             | -           | -           | 19     | 0      |
| 2015-2016              | Colmar                 | N                      | 32         | 0          | CF              | 1               | 0               |                    | -                  | -                  |             | -           | -           | 33     | 0      |
| Totale Colmar          | Totale Colmar          | Totale Colmar          | 51         | 0          |                 | 1               | 0               |                    | -                  | -                  |             | -           | -           | 52     | 0      |
| 2016-2017              | Ajaccio                | L2                     | 21         | 1          | CF+CdL          | 2+1             | 0               |                    | -                  | -                  |             | -           | -           | 24     | 1      |
| 2017-gen. 2018         | Valenciennes           | L2                     | 11         | 0          | CF+CdL          | 1+2             | 0+1             |                    | -                  | -                  |             | -           | -           | 14     | 1      |
| gen.-giu. 2018         | Bourg-en-Bresse        | L2                     | 18+1       | 1          | CF+CdL          | 2+0             | 0               |                    | -                  | -                  |             | -           | -           | 21     | 1      |
| 2018-2019              | Bourg-en-Bresse        | N                      | 30         | 10         | CF+CdL          | 1+1             | 0               |                    | -                  | -                  |             | -           | -           | 32     | 10     |
| Totale Bourg-en-Bresse | Totale Bourg-en-Bresse | Totale Bourg-en-Bresse | 49         | 11         |                 | 4               | 0               |                    | -                  | -                  |             | -           | -           | 53     | 11     |
| 2019-2020              | Lyon-La Duchère        | N                      | 21         | 3          |                 | -               | -               |                    | -                  | -                  |             | -           | -           | 21     | 3      |
| 2020-2021              | Lyon-La Duchère        | N                      | 16         | 3          |                 | -               | -               |                    | -                  | -                  |             | -           | -           | 16     | 3      |
| Totale Lyon-La Duchère | Totale Lyon-La Duchère | Totale Lyon-La Duchère | 37         | 6          |                 | -               | -               |                    | -                  | -                  |             | -           | -           | 37     | 6      |
| 2021-2022              | Chambly                | N                      | 26         | 4          | CF              | 1               | 0               |                    | -                  | -                  |             | -           | -           | 27     | 4      |
| Totale carriera        | Totale carriera        | Totale carriera        | 221        | 23         |                 | 14              | 1               |                    | -                  | -                  |             | -           | -           | 235    | 24     |

### Cronologia presenze e reti in nazionale
| Cronologia completa delle presenze e delle reti in nazionale ― Martinica | Cronologia completa delle presenze e delle reti in nazionale ― Martinica | Cronologia completa delle presenze e delle reti in nazionale ― Martinica | Cronologia completa delle presenze e delle reti in nazionale ― Martinica | Cronologia completa delle presenze e delle reti in nazionale ― Martinica | Cronologia completa delle presenze e delle reti in nazionale ― Martinica | Cronologia completa delle presenze e delle reti in nazionale ― Martinica | Cronologia completa delle presenze e delle reti in nazionale ― Martinica |
| Data                                                                     | Città                                                                    | In casa                                                                  | Risultato                                                                | Ospiti                                                                   | Competizione                                                             | Reti                                                                     | Note                                                                     |
| ------------------------------------------------------------------------ | ------------------------------------------------------------------------ | ------------------------------------------------------------------------ | ------------------------------------------------------------------------ | ------------------------------------------------------------------------ | ------------------------------------------------------------------------ | ------------------------------------------------------------------------ | ------------------------------------------------------------------------ |
| 26-3-2022                                                                | Bondoufle                                                                | Martinica                                                                | 4 – 3                                                                    | Guadalupa                                                                | Amichevole                                                               | -                                                                        |                                                                          |
| 5-6-2022                                                                 | San José                                                                 | Costa Rica                                                               | 2 – 0                                                                    | Martinica                                                                | CONCACAF Nations League 2022-2023 - Fase a gironi                        | -                                                                        | 81’                                                                      |
| 12-6-2022                                                                | Fort-de-France                                                           | Martinica                                                                | 0 – 0                                                                    | Panama                                                                   | CONCACAF Nations League 2022-2023 - Fase a gironi                        | -                                                                        |                                                                          |
| Totale                                                                   |                                                                          | Presenze                                                                 | 3                                                                        |                                                                          | Reti                                                                     | 0                                                                        |                                                                          |